# Fastlane (2021)
Fastlane (2021) – gala wrestlingu wyprodukowana przez federację WWE dla zawodników z brandów Raw i SmackDown. Odbyła się 21 marca 2021 w Tropicana Field w St. Petersburg w stanie Floryda. Emisja była przeprowadzana na żywo za pośrednictwem WWE Network oraz w systemie pay-per-view. Była to trzydziesta siódma gala w chronologii cyklu Fastlane.
Podczas gali odbyło się osiem walk, w tym jedna podczas pre-show. W walce wieczoru, Roman Reigns wygrał z Danielem Bryanem, zachowując Universal Championship z sędzia specjalnym Edgem. W innych ważnych walkach, Drew McIntyre pokonał Sheamusa w No Holds Barred matchu, Seth Rollins pokonał Shinsuke Nakamurę, Big E pokonał Apollo Crewsa zachowując Intercontinental Championship, oraz Alexa Bliss pokonała Randy’ego Ortona w Intergender matchu dzięki powracającenu „The Fiend” Brayowi Wyattowi po trzymiesięcznej przerwie.

## Produkcja
Fastlane oferowało walki profesjonalnego wrestlingu z udziałem wrestlerów należących do brandów Raw i SmackDown. Oskryptowane rywalizacje (storyline’y) kreowane są podczas cotygodniowych gal Raw i SmackDown. Wrestlerzy są przedstawieni jako heele (negatywni, źli zawodnicy i najczęściej wrogowie publiki) i face’owie (pozytywni, dobrzy i najczęściej ulubieńcy publiki), którzy rywalizują pomiędzy sobą w seriach walk mających budować napięcie. Kulminacją rywalizacji jest walka wrestlerska lub ich seria.

### Wpływ COVID-19
W wyniku pandemii COVID-19, która zaczęła wpływać na branżę w połowie marca, WWE musiało zaprezentować większość swojego programu z zestawu bez udziału realnej publiczności. Początkowo programy telewizyjne Raw i SmackDown oraz pay-per-view odbywały się w WWE Performance Center w Orlando w stanie Floryda. Ograniczona liczba stażystów Performance Center oraz przyjaciół i członków rodzin wrestlerów została później wykorzystana jako publiczność na żywo. Pod koniec sierpnia programy WWE na Raw i SmackDown zostały przeniesione do bezpiecznej biologicznie bańki zwanej WWE ThunderDome, która odbywała się w Amway Center w Orlando. Wybrana publiczność na żywo nie była już wykorzystywana, ponieważ bańka pozwalała fanom uczestniczyć w wydarzeniach praktycznie za darmo i być widzianymi na prawie 1000 tablicach LED na arenie. Dodatkowo ThunderDome wykorzystał różne efekty specjalne, aby jeszcze bardziej wzmocnić wejścia wrestlerów, a dźwięk z areny został zmiksowany z chantami wirtualnych fanów. Po zastaniu przyjętym przez Amway Center. ThunderDome zostało przeniesione do Tropicana Field w St. Petersburgu w stanie Floryda w grudniu.
W związku z rozpoczęciem sezonu 2021 przez Tampa Bay Rays, ponieważ Tropicana Field jest stadionem domowym Tampa Bay Rays, 24 marca 2021 roku WWE ogłosiło, że przeniesie ThunderDome do Yuengling Center, znajdującego się na kampusie Uniwersytetu Południowej Florydy w Tampie, począwszy od odcinka Raw z 12 kwietnia. Fastlane był z kolei ostatnim pay-per-view WWE wyprodukowanym z ThunderDome w Tropicana Field.

### Rywalizacje
Na Elimination Chamber, Daniel Bryan wygrał SmackDown Elimination Chamber match, co przyniosło mu natychmiastową walkę o Universal Championship z Romanem Reignsem, który szybko pokonał Bryana i zachował tytuł. Po walce pojawił się Edge, zwycięzca Royal Rumble matchu mężczyzn i wykonał Spear na Reignsie, wskazując, że zdecydował się rzucić wyzwanie Reignsowi o Universal Championship na WrestleManię 37. Na następnym odcinku SmackDown, Reigns, w towarzystwie swojego specjalnego doradcy Paula Heymana i kuzyna Jeya Uso, twierdził, że Edge zrujnował jego zwycięstwo nad Bryanem, który przerwał. Bryan drwił z Reignsa za obronę przed nim mistrzostwa zaraz po tym, jak wygrał Elimination Chamber match i był zdezorientowany, dlaczego Reigns chciał obronić tytuł w drugiej walce gali zamiast w walce wieczoru. Bryan następnie wyzwał Reignsa na kolejną walkę o mistrzostwo na Fastlane. Jey wtrącił się i stwierdził, że Bryan przegrał i będzie musiał zdobyć kolejną szansę, jak wszyscy inni, a następnie wyzwał Bryana na walkę. Na backstage’u Edge skonfrontował się z WWE official Adamem Pearce’em i zakwestionował to, że Bryan może otrzymać kolejną szansę na tytuł, mimo że Edge wygrał Royal Rumble match, w którym również brał udział Bryan. Pearce zdecydował, że Bryan dostanie walkę o Universal Championship na Fastlane tylko wtedy, gdy zdoła pokonać Jeya w ich walce tego wieczoru. W walce wieczoru jednak walka Bryana i Jeya zakończyła się podwójnym wyliczeniem. Rewanż w następnym tygodniu odbywał się w stypulacji Steel Cage match, w którym jeśli Bryan wygra, otrzyma walkę o tytuł, ale jeśli Jey wygra, Bryan będzie musiał uznać Reignsa jako Tribal Chief oraz Head of the Table; Bryan pokonał Jeya, by wygrać walkę o Universal Championship przeciwko Reignsowi na Fastlane. Po oficjalnym podpisaniu kontraktu na walkę, który odbył się 12 marca, na następny tydzień ogłoszono walkę między Edge’em i Jeyem, aby ustalić, kto będzie specjalnym enforcerem podczas walki o mistrzostwo, którą wygrał Edge.
Po nieudanej próbie pokonania Big E o Intercontinental Championship w styczniu, Apollo Crews przeszedł heel turn i zaczął wykorzystywać swoje królewskie nigeryjskie korzenie, w tym mówić z nigeryjskim akcentem. 19 lutego na odcinku SmackDown, po przegranej Crewsa z Shinsuke Nakamurą, gdzie komentował Big E, Crews zaatakował Nakamurę po walce. Big E pomógł Nakamurze, jednak Crews zaatakował Big E stalowymi schodami, wyłączając go z akcji na kilka tygodni. Big E powrócił 12 marca i zawołał Crewsa, który nie odpowiedział. Big E następnie rzucił otwarte wyzwanie o Intercontinental Championship, gdzie zachował tytuł przeciwko Samiemu Zaynowi. Po walce Crews zaskoczył Big E i ponownie zaatakował go stalowymi schodami. Następnie ogłoszono, że Big E będzie bronić Intercontinental Championship przeciwko Crewsowi na Fastlane.
1 lutego na odcinku Raw, Sheamus zwrócił się przeciwko swojemu przyjacielowi Drew McIntyre’owi, deklarując, że nie jest już jego przyjacielem i chce zdobyć WWE Championship. Później tego samego wieczoru McIntyre przyjął wyzwanie Sheamusa na pojedynek jeden na jednego. Następnie ogłoszono, że McIntyre będzie bronić tytułu w Raw Elimination Chamber matchu na Elimination Chamber, w którym uczestniczył również Sheamus; McIntyre zachował tytuł, ale stracił je na rzecz The Miza, który wykorzystał kontrakt Money in the Bank po tym, jak McIntyre został zaatakowany przez Bobby’ego Lashleya. McIntyre powrócił 1 marca na odcinku Raw, gdzie w końcu zmierzył się z Sheamusem w obiecanym pojedynku jeden na jednego, który wygrał McIntyre. Rewanż w następnym tygodniu odbył się w stypulacji No Disqualification match; zakończyło się jednak zatrzymaniem walki przez sędziego. Kolejna walka pomiędzy nimi została zaplanowana na Fastlane jako walka No Holds Barred.
Na gali TLC: Tables, Ladders & Chairs w grudniu 2020, Randy Orton pokonał „The Fiend” Braya Wyatta w walce Firefly Inferno match. Po walce Orton oblał martwe ciało The Fienda benzyną i podpalił go. Po tym incydencie Alexa Bliss, która kilka miesięcy wcześniej sprzymierzyła się z The Fiendem, zaczęła nawiedzać Ortona co tydzień, w tym powodując, że przegrał wiele walk. 15 marca na odcinku Raw, Bliss wyzwała Ortona na Intergender match na Fastlane, a Orton zgodził się na wyrzucenie Bliss ze swojego życia.
Rozwścieczony faktem, że opuścił walkę Raw Elimination Chamber match, Braun Strowman miał problem z WWE officials Shane’em McMahonem i Adamem Pearce’em. Próbując naprawić sytuację, Shane wyznaczył Strowmanowi współpracę z Pearce’em, aby zmierzyć się z The Hurt Business (Cedric Alexander i Shelton Benjamin) o Raw Tag Team Championship. Strowman wygrywał walkę, jednak po wykonaniu Running Powerslam na Benjaminie, Shane zasygnalizował Pearce’owi znak aby zmienił się ze Strowmanem aby przypiąć, ale Benjamin przypiął Pearce’a ruchem roll-up, aby zachować tytuł, co jeszcze bardziej rozwścieczyło Strowmana. Shane następnie zaczął obrażać inteligencję Strowmana. Strowman następnie wyzwał Shane’a na pojedynek 15 marca na odcinku Raw. Jednak walka nigdy się oficjalnie nie rozpoczęła, a zamiast tego obaj walczyli z Shane’em, który nazwał Strowmana głupcem. Doprowadziło to do zabookowania walki pomiędzy nimi w Fastlane.
Na Elimination Chamber, Riddle zdobył United States Championship. 1 marca na odcinku Raw, Mustafa Ali z Retribution pokonał Riddle’a w non-title matchu. Ali następnie otrzymał walkę o United States Championship przeciwko Riddle’owi na odcinku 15 marca, w którym Riddle zachował tytuł. Po odcinku Ali zamieścił na Twitterze wideo, w którym rzucił Riddle’owi wyzwanie na kolejną walkę o tytuł, który został zaplanowany na Fastlane Kickoff.

## Wyniki walk
| Nr                                                                   | Wyniki                                                                           | Stypulacje                                                               | Czas  |
| -------------------------------------------------------------------- | -------------------------------------------------------------------------------- | ------------------------------------------------------------------------ | ----- |
| 1P                                                                   | Riddle (c) pokonał Mustafę Alego (z Macem, Reckoning, Slapjackiem i T-Barem)     | Singles match o WWE United States Championship                           | 9:16  |
| 2                                                                    | Nia Jax i Shayna Baszler (c) (z Reginaldem) pokonały Biancę Belair i Sashę Banks | Tag Team match o WWE Women’s Tag Team Championship                       | 9:45  |
| 3                                                                    | Big E (c) pokonał Apollo Crewsa                                                  | Singles match o WWE Intercontinental Championship                        | 5:45  |
| 4                                                                    | Braun Strowman pokonał Eliasa (z Jaxsonem Rykerem)                               | Singles match                                                            | 3:50  |
| 5                                                                    | Seth Rollins pokonał Shinsuke Nakamurę                                           | Singles match                                                            | 12:55 |
| 6                                                                    | Drew McIntyre pokonał Sheamusa                                                   | No Holds Barred match                                                    | 19:40 |
| 7                                                                    | Alexa Bliss pokonała Randy’ego Ortona                                            | Intergender match                                                        | 4:45  |
| 8                                                                    | Roman Reigns (c) (z Paulem Heymanem) pokonał Daniela Bryana                      | Singles match o WWE Universal Championship z specjalnym enforcerem Edgem | 30:00 |
| (c) – mistrz/mistrzyni przed walkąP – walka miała miejsce w pre-show |                                                                                  |                                                                          |       |